# Bethan
Bethan (nep. बेथान) – gaun wikas samiti w środkowej części Nepalu w strefie Dźanakpur w dystrykcie Ramechhap. Według nepalskiego spisu powszechnego z 2001 roku liczył on 1135 gospodarstw domowych i 6256 mieszkańców (3250 kobiet i 3006 mężczyzn).